# Anna Westerlund
Anna Åsa Olivia Westerlund, född den 9 april 1989 i Pargas i Finland, är en finländsk fotbollsspelare som var med i Finlands lag i EM 2009. Säsongerna 2010 och 2011 spelade hon för Umeå IK där hon gjorde 46 matcher och 6 mål. Säsongerna 2012 och 2013 spelade hon för Piteå IF. Säsongerna 2014 till 2018 spelade Westerlund i norska LSK Kvinner Fotballklubb (LSK Kvinner FK) som bildades efter att Team Strømmen och Lillestrøm SK hade kommit överens om bildandet av en förening 2009. Innan flytten över till Sverige spelade hon med FC Honka i finska första ligan där hon vann ligatiteln tre år i rad, åren 2007-2009 och även ligacupen 2007 och 2008. 
Från och med säsongen 2019 spelar hon i Åland United.

### Fotnoter
1. ↑  ”2009 UEFA EUROPEAN WOMEN'S CHAMPIONSHIP MATCH PRESS KIT”. UEFA. http://www.uefa.com/printoutfiles/competitions/woco/2009/E/E_304284_pk.pdf. Läst 31 oktober 2011.
2. ↑  ”Arkiverade kopian”. Arkiverad från originalet den 27 september 2014. https://web.archive.org/web/20140927095525/http://www.lsk.no/lskwomen_a_tem. Läst 12 september 2014.
3. 1 2  A. Westerlund, soccerway.com. Läst den 8 juli 2019. Språk: Engelska.